# Robin Gubser
Robin Gubser (ur. 17 kwietnia 1991) – liechtensteiński piłkarz, grający na pozycji pomocnika. Reprezentant kraju, od 2013 roku zawodnik FC Balzers.

## Kariera
Seniorską karierę rozpoczynał w 2011 roku w szwajcarskim FC Mels. W sezonie 2011/2012 spadł z klubem z 1. Liga Classic (4. poziom rozgrywkowy). W 2013 roku został zawodnikiem FC Balzers.
4 czerwca 2013 roku zadebiutował w reprezentacji Liechtensteinu w przegranym 0:2 towarzyskim meczu z Polską.

## Statystyki ligowe
| Sezon         | Klub       | Liga                  | Mecze | Gole |
| ------------- | ---------- | --------------------- | ----- | ---- |
| 2011/2012     | FC Mels    | 1. Liga Classic       | 23    | 6    |
| 2012/2013 (j) | FC Mels    | 2. Liga Interregional | 11    | 2    |
| 2012/2013 (w) | FC Balzers | 1. Liga Classic       | 10    | 0    |
| 2013/2014     | FC Balzers | 1. Liga Classic       | 18    | 3    |
| 2014/2015     | FC Balzers | 1. Liga Classic       | 21    | 2    |
| 2015/2016     | FC Balzers | 1. Liga Classic       | 22    | 1    |